# Trans-misja
Trans-misja – polski film dokumentalny z 2008 w reżyserii Julie Land i Justyny Struzik, poruszający tematykę transseksualności i będący pierwszym polskim filmem dokumentalnym o tej tematyce. Jego premiera odbyła się 27 kwietnia 2008 w Teatrze Nowym w Krakowie w ramach Festiwalu "Kultura dla Tolerancji". Był też pokazywany w ramach ogólnopolskiego festiwalu „A million different loves!?”. Film został nakręcony w Krakowie w latach 2007–2008.

## Fabuła
Opowiada historię Kostka, transpłciowego mężczyzny, który poddał się operacji korekty płci. Kamera towarzyszy mu podczas jego zmagań z urzędami: zmienił nazwisko, więc musi iść do sądu, wyrobić sobie nowy dowód osobisty, zmienić świadectwo dojrzałości, uaktualnić dane u lekarza POZ. Zmaga się z bezduszną urzędniczą machiną, gdzie jest traktowany tylko jako kolejny petent – nikt nie rozumie ani jego, ani trudnej i wyjątkowej sytuacji.

## Odbiór
Filmoznawczyni doktor Anna Taszycka zaliczyła ten film do kina queer związanego z zachodnim nurtem new queer cinema, który w Polsce reprezentowany jest przez nieliczne niezależne produkcje. Film „Trans-misja” został też odnotowany przez Michaela Brooke'a na portalu Brytyjskiego Instytutu Filmowego obok „Homo.pl” i „Coming out po polsku” jako jeden z nielicznych przykładów polskich filmów dokumentalnych o tematyce LGBT, jakie powstały w okresie pomiędzy rokiem 1989 a 2010.